# Fortis Championships Luxembourg 2005
Il Fortis Championships Luxembourg 2005 è stato un torneo di tennis giocato sul cemento indoor. È stata la 15ª edizione del torneo, che fa parte della categoria Tier II nell'ambito del WTA Tour 2005. Il torneo si è giocato a Lussemburgo dal 26 settembre al 2 ottobre 2005.

## Campionesse

### Singolare
Kim Clijsters ha battuto in finale  Anna-Lena Grönefeld con il punteggio di 6–2, 6–4

### Doppio
Lisa Raymond /  Samantha Stosur hanno battuto in finale  Cara Black /  Rennae Stubbs con il punteggio di 7–5, 6–1